# Poison Heart
«Poison Heart» — сингл Ramones 1992 года, написанный бывшим бас-гитаристом Ди Ди Рамоном. Песня имеет немного другой темп в отличие от предыдущих работ группы. Песня была передана группе с целью получения роялти, с помощью которых Ди Ди хотел откупиться от тюрьмы. Также песня прозвучала в фильме Кладбище домашних животных 2 (1992). Режиссёром музыкального видео выступил Сэмюель Бейер.
Свою кавер-версию на песню сделал друг Ди Ди и бывший вокалист The Dead Boys Стив Баторс. Данная перепевка была выпущена на посмертном альбоме 1996 года Last Race.
В 2005 году финская рок-группа HIM записала свою кавер-версию на эту песню и сделала её би-сайдом к своему синглу «Wings of a Butterfly».

## Список композиций
UK CHS 3917 — 7"
1. «Poison Heart»
2. «Censorshit»

UK 12CHSS 3917 — 12"
1. «Poison Heart (Live)»
2. «Chinese Rocks (Live)»
3. «Sheena Is a Punk Rocker (Live)»
4. «Rockaway Beach (Live)»

## Участники записи
- Ди Ди Рамон — текст
- Джоуи Рамон — ведущий вокал
- Джонни Рамон — гитара
- Си Джей Рамон — бас, бэк-вокал
- Марки Рамон — ударные
- Flo & Eddie[англ.] — бэк-вокал

## Позиция в чартах
| Чарт (1992)                     | Высшая позиция |
| ------------------------------- | -------------- |
| UK Singles Chart                | 69             |
| US Billboard Hot 100            | 98             |
| US Billboard Modern Rock Tracks | 6              |